# Eupithecia mediargentata
Eupithecia mediargentata là một loài bướm đêm trong họ Geometridae.